# Damara

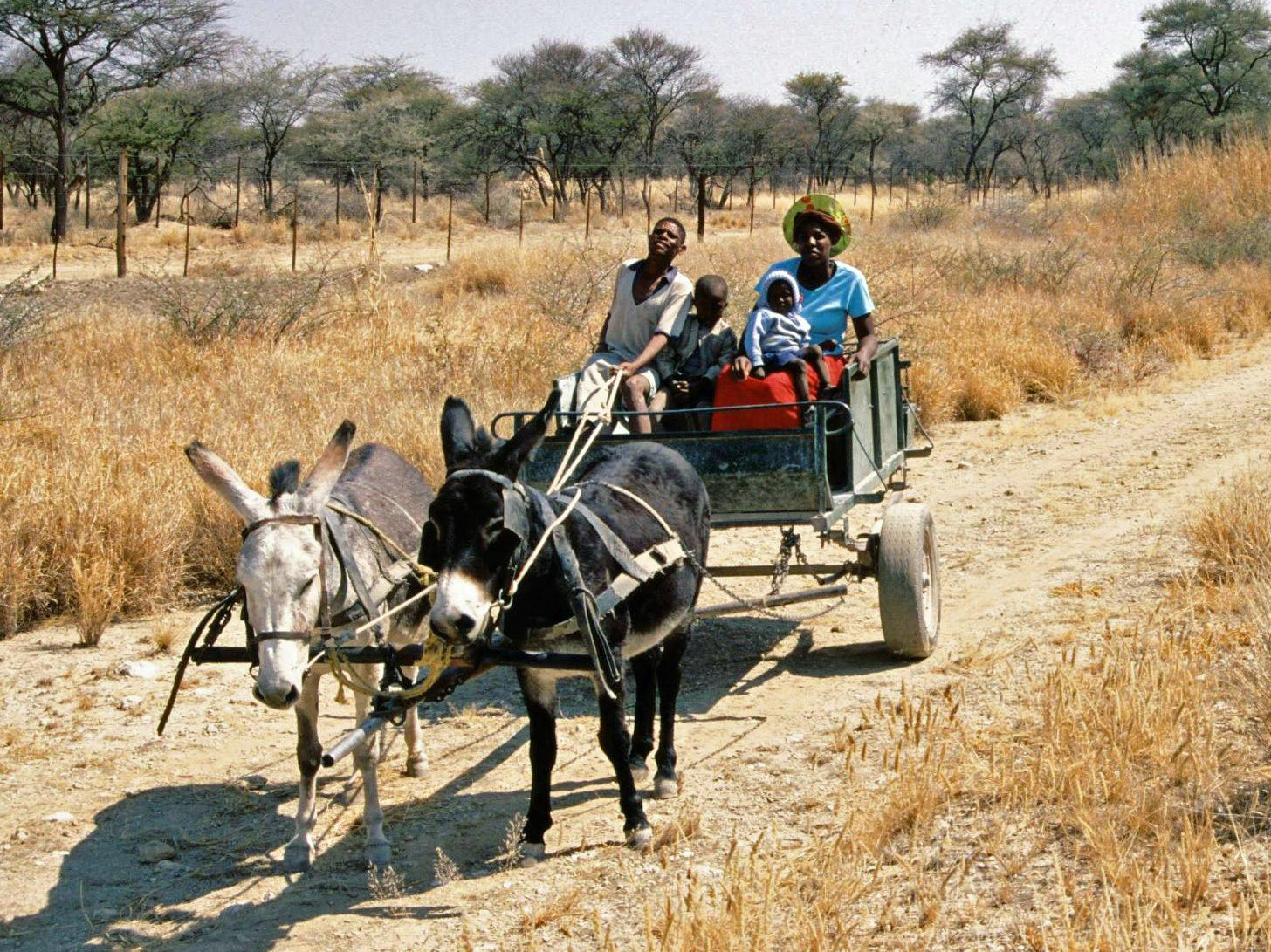
Familia damara en Damaralandia.

Damara, damaqua o dama es un grupo étnico del centro y sur de Namibia.
Su origen constituye una incógnita para los antropólogos, pues comparten el idioma de chasquidos de los san y los nama (el namaqua), pero no están relacionados con estos más allá de ser vecinos y compartir el idioma, siendo todas sus demás características similares a los bantú que vinieron del este (apariencia y cultura). Esto hace pensar que puedan haber sido el primer grupo bantú en llegar a la actual Namibia procedente de territorios al noreste.

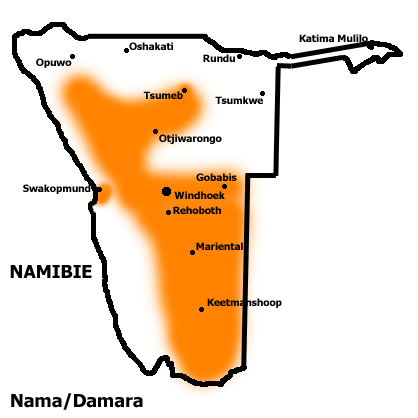
Áreas tradicionales de los asentamientos damara en Namibia.

Hasta la década de 1870 los damara ocupaban gran parte del centro de Namibia, pero se vieron desplazados luego de sucesivas invasiones de grupos nama desde el sur, y de herero desde el norte.
Los damaras se dedicaban principalmente a la agricultura, aunque también criaban ganado. Gran parte de sus costumbres y tradiciones agrícolas se perdieron luego de ser enviados a su propio territorio, el bantustán de Damaralandia, durante el periodo de la aplicación de las políticas de "desarrollo separado" del apartheid, cuando Sudáfrica ocupaba y administraba África del Sudoeste (como se llamaba en ese momento la actual Namibia). Esto se debió a que ese territorio, de tierras pobres y lluvias irregulares, no era adecuado para la agricultura. A consecuencia de esto, los damara ahora, habiendo en su mayoría abandonado la agricultura, buscan trabajo en los centros urbanos.
Como nombre tiene el significado de "hombre negro".